# Home Run (singolo)
Home Run è un brano musicale della cantante e rapper inglese Misha B, uscito il 13 luglio 2012 come primo ed unico singolo estratto dal suo primo album in studio, Why Hello World, che ha raggiunto le classifiche inglesi alla undicesima posizione ed il 15 giugno è stato beneficiato di un video ufficiale. Si tratta quindi del singolo di debutto della cantante.

## Tracce
- Download digitale

1. Home Run – 3:20